# 드라마센터
드라마센터(Drama Center)는 한국연극연구소에 소속된 극장이다. 서울 중구 예장동에 있다. 극장 건물은 현재 서울예술대학교에서 사용하고 있다.

## 한국연극연구소
한국연극연구소는 1962년 유치진(柳致眞)에 의해 창립되었고 그 연구소는 드라마센터에 위치하고 있다. 한국연극연구소에는 연구소 이외에 극장 드라마센터, 서울연극학교, 드라마센터 도서관과 2개의 강당이 있다.

## 특징
드라마센터의 무대는 주무대와 측면무대, 그리고 통로무대와 오케스트라 피트 등으로 구성되었다. 주무대는 전무대와 후무대로 나뉘어 있고, 측면무대는 주무대의 양쪽에 계단으로 주무대와 연결되어 있으며, 통로무대는 관객석을 세로로 지나간다. 통로무대와 전무대는 교량무대로 연결되어 있다. 오케스트라 피트는 관객석 뒤에 반원형으로 구성되었으며 관객들의 휴식처로도 쓰인다. 주무대와 측면무대는 중세의 동시무대를 모방한 것이고, 전무대는 엘리자베스 왕조 시대 극장의 특징이었던 에이프런(apron)을 모방한 것이며, 후무대는 ‘사진틀 무대’이다. 또, 교량무대는 가부키무대의 ‘하나 미치(花道)’에서 따온 것이다.
관객석은 그리스 고전극에서의 야외극장 형태인데 483석이다. 배우들의 등장과 퇴장을 위한 갱로(坑路)가 전무대에서 관객석 아래로 위치한 것은 독특하다. 이 갱로의 장점은 배우들의 연기를 관객에게 접근시켜 영화의 클로즈업 수법과 같이 박력과 공감을 자아내게 하는 한편, 배우의 호흡을 관중의 호흡 속에서 나오도록 하는 데에 있다고 평가된다.

## 같이 보기
- 서울예술대학교